# Choustoulianá
Choustoulianá, en grec moderne : Χουστουλιανά, est un village du dème de Gortyne, dans le district régional de Héraklion, de la Crète, en Grèce. Selon le recensement de 2001, la population de Choustoulianá compte 337 habitants.
Le village est situé à une altitude de 110 mètres.